# Martin Koscelník
Martin Koscelník (* 2. březen 1995 Vranov nad Topľou) je slovenský profesionální fotbalista, který hraje na pozici pravého obránce či záložníka za rakouský klub SK Rapid Vídeň a za slovenský národní tým.

## Klubová kariéra

### Mládežnické roky
Fotbalově vyrůstal v Michalovcích.

### MFK Zemplín Michalovce
V té době druholigových Michalovcích si odbyl premiéru v sezóně 2014/15 a hned si získal možnost pravidelnějšího zápasového vytížení. V dresu prvního týmu Michalovců působil čtyři sezóny a za tu dobu nastoupil celkem do 113 ligových zápasů, ve kterých vstřelil 20 branek. Právě v uvedené sezóně 2014/15 navíc s týmem slavil postup do nejvyšší slovenské soutěže.
Po dobu svého působení v Michalovcích odehrál také 5 utkání v rámci Slovenského fotbalového poháru, branku nevstřelil.

### FC Slovan Liberec
V červenci 2018 přestoupil do českého prvoligového Liberce. Premiéru v dresu prvního týmu si odbyl ještě ten měsíc v utkání proti Karviné. Ve své první sezóně v Liberci (tedy 2018/19) si také získal pravidelné zápasové vytížení. Nastoupil do 25 ligových utkání, ve kterých se střelecky prosadil jednou. Odehrál také čtyři utkání v MOL Cupu, kde také vstřelil jednu branku.
O sezónu později se do sestavy dostával už přece jen méně. Nastoupil do 16 ligových a 4 pohárových zápasů, ve kterých vstřelil tři branky. V uvedeném ročníku dokonce vypomáhal i třetiligové rezervě, za kterou odehrál 3 ligová utkání.
V sezóně 2020/21 už se ale pravidelněji do sestavy vrátil. K 5. březnu 2021 nastoupil do 17 ligových a dvou pohárových utkání, ve kterých se jednou střelecky prosadil. Navíc se dočkal také premiéry v evropských pohárech, když odehrál celkem devět zápasů v rámci Evropské ligy. Konkrétně šlo o kvalifikační zápasy proti FK Riteriai, FCSB a APOELu a poté o dvojzápasy základní skupiny proti Hoffenheimu, CZ Bělehrad a Gentu.

## Reprezentační kariéra
Nastoupil celkově do 1 mezistátního utkání v dresu Slovenska v mládežnické věkové kategorii do 21 let, branku nevstřelil. Povolán již byl také do prvního týmu Slovenska. K 5. březnu 2021 v jeho dresu odehrál 2 mezistátní zápasy bez vstřelené branky.

## Klubové statistiky
- aktuální k 5. březen 2021

| Tým                    | Sezona            | Liga   | Liga   | Pohár  | Pohár  | Evropské poháry | Evropské poháry |
| Tým                    | Sezona            | Zápasy | Branky | Zápasy | Branky | Zápasy          | Branky          |
| ---------------------- | ----------------- | ------ | ------ | ------ | ------ | --------------- | --------------- |
| MFK Zemplín Michalovce | 2014/15 (2. liga) | 27     | 5      | -      | -      | -               | -               |
| MFK Zemplín Michalovce | 2015/16           | 33     | 3      | -      | -      | -               | -               |
| MFK Zemplín Michalovce | 2016/17           | 24     | 4      | 3      | 0      | -               | -               |
| MFK Zemplín Michalovce | 2017/18           | 29     | 8      | 2      | 0      | -               | -               |
| FC Slovan Liberec B    | 2019/20 (3. liga) | 3      | 0      | -      | -      | -               | -               |
| FC Slovan Liberec      | 2018/19           | 25     | 1      | 4      | 1      | -               | -               |
| FC Slovan Liberec      | 2019/20           | 16     | 1      | 4      | 2      | -               | -               |
| FC Slovan Liberec      | 2020/21           | 17     | 0      | 2      | 1      | 9               | 0               |
| Celkem                 | Celkem            | 174    | 22     | 15     | 4      | 9               | 0               |

## Úspěchy
- postup do Slovenské nejvyšší soutěže 2014/15